# Parque Nacional de Zov Tigra
O Parque Nacional de Zov Tigra (em russo: Зов Тигра национальный парк), (em portuguê: "Parque Nacional do Chamamento do Tigre", ou "Rugido do Tigre") é uma área protegida na Rússia, que serve como refúgio montanhoso para o tigre de Amur, uma espécie ameaçada em vias de extinção. O parque abrange uma área de 83 384 hectares na costa sudeste do Extremo Oriente da Rússia, no Krai de Primorsky. O parque fica a cerca de 100 km a nordeste de Vladivostok, nas encostas leste e oeste da serra Sikhote-Alin, uma cordilheira que corre de norte a sul através de Primorsky. As águas relativamente quentes do Mar do Japão estão a leste, a península coreana a sul e a China a oeste. O terreno em acidentado e de difícil acesso, com uma floresta de taiga coexistindo com espécies tropicais de animais e aves.

## Clima
O clima de Zov Tigra é um clima continental húmido. Este clima caracteriza-se por grandes variações diárias e anuais de temperatura, e precipitação durante todo o ano e com neve no inverno. A temperatura média é -17 graus C no inverno e +30 C no auge do verão. A parte norte do parque, que inclui os inícios do rio Ussuri, é significativamente mais fria do que a parte sul - 0,4 graus C em média, em comparação com o mais suave 2,4 graus C do sul. As secções do norte também têm menos precipitação anual (539 mm) do que o sul (764 mm). Em declives florestados, a queda de neve típica no inverno é de cerca de 50 cm.
O outono na região é claro, quente, seco e com temperaturas gradualmente em declínio. Isso tem sido chamado de "outono de ouro do extremo oriente".

## Animais
Zov tigra foi estabelecido em parte para actuar como um "habitat fonte" para a recuperação do Tigre Amur e sua base de presas. Uma pesquisa em 2012 identificou quatro tigres de Amur residentes no parque, e mais quatro visitando as áreas protegidas frequentemente. A base de presas (principalmente ungulados) foi constante, com um censo de mais de 1200 veados manchurianos, 800 veados, 99 veados sika e 189 javalis. Essas espécies representam cerca de 85% da dieta do tigre de Amur. Os tigres são conhecidos como uma "espécie guarda-chuva" para a conservação: o seu sucesso em uma região indica que as espécies abaixo deles estão em um equilíbrio saudável.